# NGC 828
NGC 828 (другие обозначения — UGC 1655, MCG 6-5-92, ZWG 522.125, 6ZW 177, IRAS02071+3857, PGC 8283) — галактика в созвездии Андромеда.
Этот объект входит в число перечисленных в оригинальной редакции «Нового общего каталога».
Распределение молекулярного газа в NGC 828 показывает значительную асимметрию относительно звёздного диска. В ядре NGC 828, также как и в ядре NGC 6240, коэффициент заполнения молекулярным газом равен 10 %.